# Afrotapejara
Afrotapejara zouhri
Genre
Espèce
Afrotapejara (littéralement « ancien être africain ») est un genre fossile de ptérosaure tapejaridé découvert au Maroc. Selon PaleoDB en 2025, ce genre Afrotapejara reste monotypique avec une seule espèce fossile, l'espèce type Afrotapejara zouhri. Il s'agit du premier tapejaridé découvert en Afrique et du quatrième ptérosaure découvert dans les couches de Kem Kem.

## Fossiles
Selon Paleobiology Database en 2025, ce genre Afrotapejara a deux collections référencées de fossiles. Ces collections de fossiles sont du Cénomanien inférieur du Crétacé supérieur, c'est-à-dire datent de 100,5-93,9 Ma avant notre ère .

## Historique
Le genre Afrotapejara et L'espèce type, Afrotapejara zouhri sont décrits en 2020 par les paléontologues David Michael Martill et al.,,. 

## Découverte

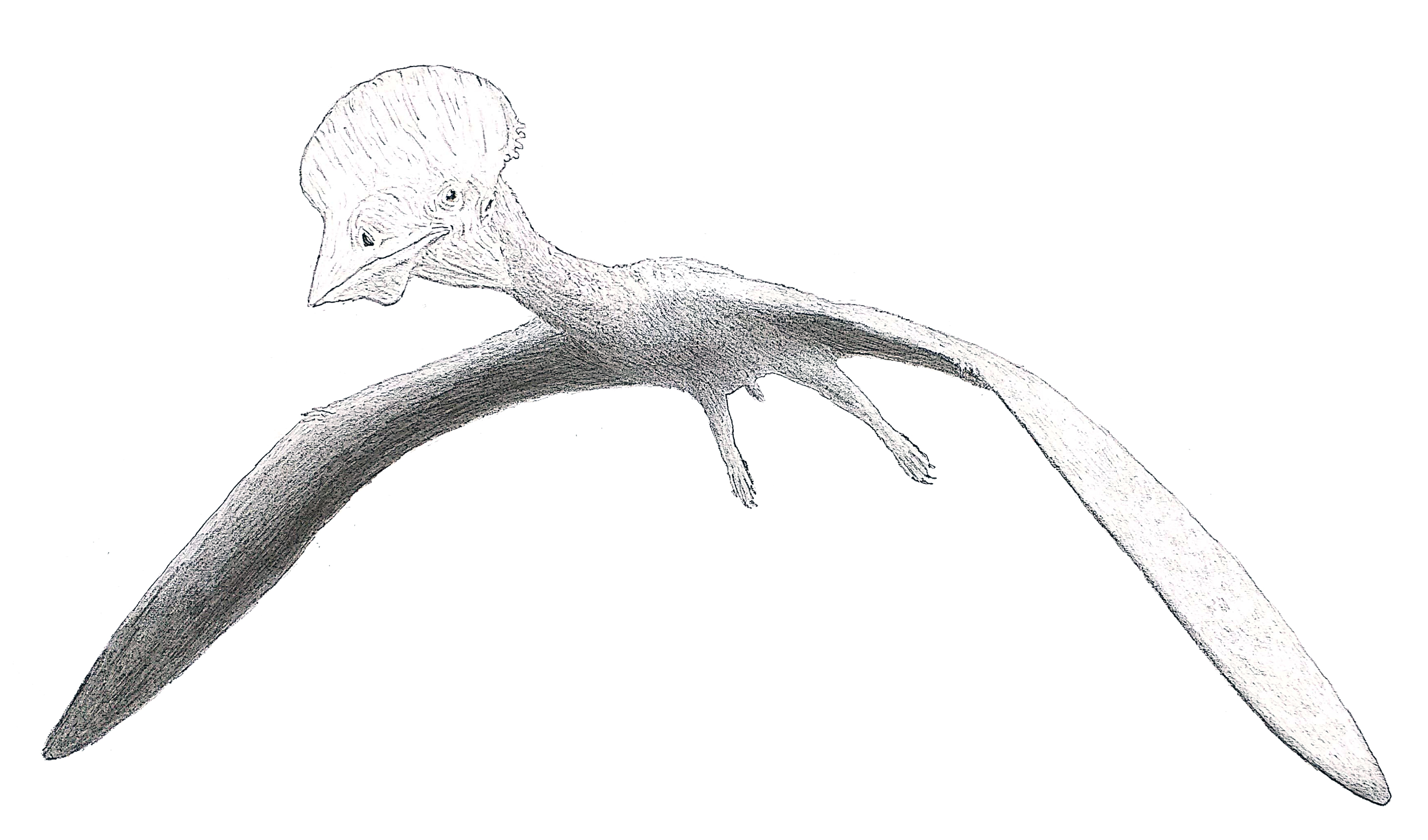
Restoration

Le paléontologue britannique David Michael Martill a acquis une mâchoire de ptérosaure auprès d'un marchand de fossiles à Erfoud. Elle aurait été extraite du plateau d’Ikhf N’ Taqmout, dans le Tafilalt.
En 2020, l'espèce type Afrotapejara zouhri a été nommée et décrite par David Martill, Roy Smith, David M. Unwin, Alexander Kao, James McPhee et Nizar Ibrahim. Le nom générique combine des références à l'Afrique et au genre apparenté Tapejara. Le nom spécifique rend hommage au paléontologue marocain Samir Zouhri.
L’holotype, FSAC-KK 5004, a été trouvé dans les couches de Kem Kem, datant de l’Albien au début du Cénomanien. Il s’agit d’un museau dont l’extrémité avant est absente, s’étendant vers l’arrière jusqu’à une position située sous l’avant de la crête du museau. Le spécimen avait déjà été préparé par les marchands de fossiles. Une préparation supplémentaire effectuée par Martill, ainsi qu’un scanner CT, ont révélé qu’un fragment osseux appartenant à un autre taxon avait été utilisé pour réparer un dommage sur le bord supérieur. Martill a ensuite déposé le fossile dans la collection du Département de Géologie (Paléontologie) de la Faculté des Sciences Aïn Chock.
Deux fossiles supplémentaires ont été attribués à l’espèce : les spécimens FSAC-KK 5006 et FSAC-KK 5007. Il s’agit également de museaux, de provenance similaire, présentant une morphologie presque identique. Le spécimen BSP 1997 I 67, une symphyse des mâchoires inférieures décrite en 1999, a été provisoirement attribué à cette espèce. Lui aussi a été découvert dans les couches rouges des Kem Kem au Maroc.

## Description
Afrotapejara se distingue de tous les autres tapejaridés par la présence d’une expansion dorsale (vers le haut) de la marge rostrale (avant) située à une courte distance de l’extrémité du museau. De plus, une combinaison unique de deux traits, bien que non uniques individuellement, est présente : le côté du museau présente une rangée de petites ouvertures allongées proches et parallèles au bord partagé avec le palais. Le palais montre un petit renflement à l’arrière, sur la ligne médiane.

## Classification
Le cladogramme ci-dessous montre l'analyse phylogénétique menée par la paléontologue Gabriela Cerqueira et ses collègues en 2021, qui utilise la nomenclature de Kellner des Tapejaridae.
|  | Kariridraco dianae                                                               |
|  |                                                                                  |
|  | \| \| Tupuxuara leonardii \| \| \| \| \| \| Tupuxuara longicristatus \| \| \| \| |
|  |                                                                                  |
|  | Tupuxuara leonardii                                                              |
|  |                                                                                  |
|  | Tupuxuara longicristatus                                                         |
|  |                                                                                  |

|  | Tupuxuara leonardii      |
|  |                          |
|  | Tupuxuara longicristatus |
|  |                          |

|  | Kariridraco dianae                                                               |
|  |                                                                                  |
|  | \| \| Tupuxuara leonardii \| \| \| \| \| \| Tupuxuara longicristatus \| \| \| \| |
|  |                                                                                  |
|  | Tupuxuara leonardii                                                              |
|  |                                                                                  |
|  | Tupuxuara longicristatus                                                         |
|  |                                                                                  |

|  | Tupuxuara leonardii      |
|  |                          |
|  | Tupuxuara longicristatus |
|  |                          |

|  | Eopteranodon lii        |
|  |                         |
|  | Huaxiapterus benxiensis |
|  |                         |
|  | Huaxiapterus corollatus |
|  |                         |
|  | Sinopterus dongi        |
|  |                         |

|  | Tapejara wellnhoferi    |
|  |                         |
|  | Europejara olcadesorum  |
|  |                         |
|  | Caiuajara dobruskii     |
|  |                         |
|  | Tupandactylus imperator |
|  |                         |

|  | Eopteranodon lii        |
|  |                         |
|  | Huaxiapterus benxiensis |
|  |                         |
|  | Huaxiapterus corollatus |
|  |                         |
|  | Sinopterus dongi        |
|  |                         |

|  | Tapejara wellnhoferi    |
|  |                         |
|  | Europejara olcadesorum  |
|  |                         |
|  | Caiuajara dobruskii     |
|  |                         |
|  | Tupandactylus imperator |
|  |                         |

|  | Eopteranodon lii        |
|  |                         |
|  | Huaxiapterus benxiensis |
|  |                         |
|  | Huaxiapterus corollatus |
|  |                         |
|  | Sinopterus dongi        |
|  |                         |

|  | Tapejara wellnhoferi    |
|  |                         |
|  | Europejara olcadesorum  |
|  |                         |
|  | Caiuajara dobruskii     |
|  |                         |
|  | Tupandactylus imperator |
|  |                         |

|  | Eopteranodon lii        |
|  |                         |
|  | Huaxiapterus benxiensis |
|  |                         |
|  | Huaxiapterus corollatus |
|  |                         |
|  | Sinopterus dongi        |
|  |                         |

|  | Tapejara wellnhoferi    |
|  |                         |
|  | Europejara olcadesorum  |
|  |                         |
|  | Caiuajara dobruskii     |
|  |                         |
|  | Tupandactylus imperator |
|  |                         |

|  | Eopteranodon lii        |
|  |                         |
|  | Huaxiapterus benxiensis |
|  |                         |
|  | Huaxiapterus corollatus |
|  |                         |
|  | Sinopterus dongi        |
|  |                         |

|  | Tapejara wellnhoferi    |
|  |                         |
|  | Europejara olcadesorum  |
|  |                         |
|  | Caiuajara dobruskii     |
|  |                         |
|  | Tupandactylus imperator |
|  |                         |

|  | Eopteranodon lii        |
|  |                         |
|  | Huaxiapterus benxiensis |
|  |                         |
|  | Huaxiapterus corollatus |
|  |                         |
|  | Sinopterus dongi        |
|  |                         |

|  | Tapejara wellnhoferi    |
|  |                         |
|  | Europejara olcadesorum  |
|  |                         |
|  | Caiuajara dobruskii     |
|  |                         |
|  | Tupandactylus imperator |
|  |                         |

|  | Eopteranodon lii        |
|  |                         |
|  | Huaxiapterus benxiensis |
|  |                         |
|  | Huaxiapterus corollatus |
|  |                         |
|  | Sinopterus dongi        |
|  |                         |

|  | Tapejara wellnhoferi    |
|  |                         |
|  | Europejara olcadesorum  |
|  |                         |
|  | Caiuajara dobruskii     |
|  |                         |
|  | Tupandactylus imperator |
|  |                         |

|  | Eopteranodon lii        |
|  |                         |
|  | Huaxiapterus benxiensis |
|  |                         |
|  | Huaxiapterus corollatus |
|  |                         |
|  | Sinopterus dongi        |
|  |                         |

|  | Tapejara wellnhoferi    |
|  |                         |
|  | Europejara olcadesorum  |
|  |                         |
|  | Caiuajara dobruskii     |
|  |                         |
|  | Tupandactylus imperator |
|  |                         |

|  | Kariridraco dianae                                                               |
|  |                                                                                  |
|  | \| \| Tupuxuara leonardii \| \| \| \| \| \| Tupuxuara longicristatus \| \| \| \| |
|  |                                                                                  |
|  | Tupuxuara leonardii                                                              |
|  |                                                                                  |
|  | Tupuxuara longicristatus                                                         |
|  |                                                                                  |

|  | Tupuxuara leonardii      |
|  |                          |
|  | Tupuxuara longicristatus |
|  |                          |

|  | Kariridraco dianae                                                               |
|  |                                                                                  |
|  | \| \| Tupuxuara leonardii \| \| \| \| \| \| Tupuxuara longicristatus \| \| \| \| |
|  |                                                                                  |
|  | Tupuxuara leonardii                                                              |
|  |                                                                                  |
|  | Tupuxuara longicristatus                                                         |
|  |                                                                                  |

|  | Tupuxuara leonardii      |
|  |                          |
|  | Tupuxuara longicristatus |
|  |                          |

|  | Eopteranodon lii        |
|  |                         |
|  | Huaxiapterus benxiensis |
|  |                         |
|  | Huaxiapterus corollatus |
|  |                         |
|  | Sinopterus dongi        |
|  |                         |

|  | Tapejara wellnhoferi    |
|  |                         |
|  | Europejara olcadesorum  |
|  |                         |
|  | Caiuajara dobruskii     |
|  |                         |
|  | Tupandactylus imperator |
|  |                         |

|  | Eopteranodon lii        |
|  |                         |
|  | Huaxiapterus benxiensis |
|  |                         |
|  | Huaxiapterus corollatus |
|  |                         |
|  | Sinopterus dongi        |
|  |                         |

|  | Tapejara wellnhoferi    |
|  |                         |
|  | Europejara olcadesorum  |
|  |                         |
|  | Caiuajara dobruskii     |
|  |                         |
|  | Tupandactylus imperator |
|  |                         |

|  | Eopteranodon lii        |
|  |                         |
|  | Huaxiapterus benxiensis |
|  |                         |
|  | Huaxiapterus corollatus |
|  |                         |
|  | Sinopterus dongi        |
|  |                         |

|  | Tapejara wellnhoferi    |
|  |                         |
|  | Europejara olcadesorum  |
|  |                         |
|  | Caiuajara dobruskii     |
|  |                         |
|  | Tupandactylus imperator |
|  |                         |

|  | Eopteranodon lii        |
|  |                         |
|  | Huaxiapterus benxiensis |
|  |                         |
|  | Huaxiapterus corollatus |
|  |                         |
|  | Sinopterus dongi        |
|  |                         |

|  | Tapejara wellnhoferi    |
|  |                         |
|  | Europejara olcadesorum  |
|  |                         |
|  | Caiuajara dobruskii     |
|  |                         |
|  | Tupandactylus imperator |
|  |                         |

|  | Eopteranodon lii        |
|  |                         |
|  | Huaxiapterus benxiensis |
|  |                         |
|  | Huaxiapterus corollatus |
|  |                         |
|  | Sinopterus dongi        |
|  |                         |

|  | Tapejara wellnhoferi    |
|  |                         |
|  | Europejara olcadesorum  |
|  |                         |
|  | Caiuajara dobruskii     |
|  |                         |
|  | Tupandactylus imperator |
|  |                         |

|  | Eopteranodon lii        |
|  |                         |
|  | Huaxiapterus benxiensis |
|  |                         |
|  | Huaxiapterus corollatus |
|  |                         |
|  | Sinopterus dongi        |
|  |                         |

|  | Tapejara wellnhoferi    |
|  |                         |
|  | Europejara olcadesorum  |
|  |                         |
|  | Caiuajara dobruskii     |
|  |                         |
|  | Tupandactylus imperator |
|  |                         |

|  | Eopteranodon lii        |
|  |                         |
|  | Huaxiapterus benxiensis |
|  |                         |
|  | Huaxiapterus corollatus |
|  |                         |
|  | Sinopterus dongi        |
|  |                         |

|  | Tapejara wellnhoferi    |
|  |                         |
|  | Europejara olcadesorum  |
|  |                         |
|  | Caiuajara dobruskii     |
|  |                         |
|  | Tupandactylus imperator |
|  |                         |

|  | Eopteranodon lii        |
|  |                         |
|  | Huaxiapterus benxiensis |
|  |                         |
|  | Huaxiapterus corollatus |
|  |                         |
|  | Sinopterus dongi        |
|  |                         |

|  | Tapejara wellnhoferi    |
|  |                         |
|  | Europejara olcadesorum  |
|  |                         |
|  | Caiuajara dobruskii     |
|  |                         |
|  | Tupandactylus imperator |
|  |                         |

### Publication originale
- [2020] (en) David M. Martill, Roy Smith, David M. Unwin, Alexander Kao, James McPhee et Nizar Ibrahim, « A new tapejarid (Pterosauria, Azhdarchoidea) from the mid-Cretaceous Kem Kem beds of Takmout, southern Morocco », Cretaceous Research, Elsevier, vol. 112,‎ août 2020, p. 104424 (ISSN 0195-6671 et 1095-998X, OCLC 36935308, DOI 10.1016/J.CRETRES.2020.104424). .